# Direcció general de Telecomunicacions i Tecnologies de la Informació
La Direcció General de Telecomunicacions i Tecnologies de la Informació és un òrgan de gestió de la Secretaria d'Estat per a la Societat de la Informació i l'Agenda Digital que fins al 2018 depenia del Ministeri d'Energia, Turisme i Agenda Digital i que des d'aleshores depèn del Ministeri d'Economia i Empresa.

## Funcions
Les funcions de la Direcció general es regulen en l'article 6 del Reial decret 903/2017:
- L'ordenació, promoció i desenvolupament de les telecomunicacions i les tecnologies de la informació, i la participació en els organismes i grups de treball internacionals de telecomunicacions.
- L'elaboració i proposta de normativa referent a l'ordenació i regulació del sector de les telecomunicacions i les tecnologies de la informació, així com de la normativa tècnica referent a la regulació dels sistemes de radiodifusió i televisió, qualsevol que sigui el seu suport tècnic.
- La supervisió del compliment dels requisits i condicions exigibles per a la instal·lació i explotació de xarxes públiques i prestació de serveis de comunicacions electròniques, i la gestió del registre d'operadors.
- La tramitació dels assumptes relacionats amb els drets dels operadors de xarxes i serveis de comunicacions electròniques a l'ocupació del domini públic i de la propietat privada i al seu ús compartit, a ser beneficiaris en el procediment d'expropiació forçosa i a l'establiment al seu favor de servituds i limitacions a la propietat.
- Les actuacions relatives a l'accés a les xarxes i recursos associats i a la seva interconnexió, així com referent a la interoperabilitat dels serveis de comunicacions electròniques que corresponguin a la Secretaria d'Estat.
- Les funcions que corresponen al Ministeri d'Economia i Empresa relacionades amb la regulació ex-davant dels mercats de referència i operadors amb poder significatiu al mercat, i amb la separació funcional.
- Les funcions relacionades amb la numeració, adreçament i denominació, en particular, la proposta de plans nacionals, l'atorgament de drets d'ús, accés a nombres o serveis, la gestió del registre públic de numeració, així com les actuacions contra el tràfic no permès i el tràfic irregular amb finalitats fraudulentes en xarxes i serveis de comunicacions electròniques.
- Les funcions relacionades amb les obligacions de servei públic i les restants obligacions de caràcter públic, en particular, el servei universal de telecomunicacions, així com les funcions relatives a la seguretat i integritat de les xarxes i serveis de comunicacions electròniques.
- Les funcions relacionades amb la col·laboració entre les Administracions públiques que afectin al desplegament de les xarxes públiques de comunicacions electròniques, previstes en la Llei 9/2014, de 9 de maig, General de Telecomunicacions i en la seva normativa de desenvolupament.
- Les funcions relacionades amb les condicions tècniques que han de complir les xarxes i infraestructures de comunicacions electròniques tant en exteriors com les infraestructures comunes de telecomunicacions i xarxes de comunicacions als edificis; amb l'accés a les infraestructures susceptibles d'allotjar xarxes públiques de comunicacions electròniques, així com les relacionades amb les condicions que han de complir les instal·lacions i els instal·ladors de telecomunicacions, i la seva supervisió.
- La definició, gestió i seguiment de programes i actuacions per al desenvolupament d'infraestructures de la Societat de la Informació, en particular els relatius a l'Estratègia Nacional de Xarxes Ultraràpides, incloent l'elaboració de l'informe de cobertura i els programes per promoure l'extensió i adopció de la banda ampla, així com la coordinació a què es refereix la disposició addicional catorzena de la Llei 9/2014, de 9 de maig, General de Telecomunicacions, i amb les iniciatives de la Unió Europea i altres programes internacionals en aquestes matèries.
- La proposta de planificació del domini públic radioelèctric, incloent l'elaboració de propostes del Quadre nacional d'atribució de freqüències i dels plans tècnics nacionals de radiodifusió i televisió, i el seu desenvolupament.
- La gestió del domini públic radioelèctric i l'establiment de les condicions d'ús de les bandes de freqüències per als diferents serveis de radiocomunicacions, les actuacions per a l'atorgament, modificació, extinció i revocació dels títols habilitants per a la seva utilització i l'assignació dels recursos òrbita espectre, la gestió del registre públic de concessions i del registre de paràmetres d'informació dels serveis de televisió digital terrestre, l'aprovació de projectes tècnics, així com les actuacions relatives al mercat secundari del domini públic radioelèctric.
- La gestió i liquidació en període voluntari de les taxes en matèria de telecomunicacions.
- L'exercici de les funcionis inspectores en matèria de telecomunicacions, la inspecció i el control de les xarxes i dels serveis de telecomunicacions i de les condicions per a la seva prestació i explotació, de les obligacions dels operadors, en particular, de les establertes per a la protecció dels drets dels usuaris finals de comunicacions electròniques, dels equips i aparells de telecomunicacions i de les instal·lacions.
- El control i protecció del domini públic radioelèctric, incloent la inspecció o reconeixement de les instal·lacions radioelèctriques i l'autorització per a la seva posada en servei, la comprovació tècnica d'emissions radioelèctriques, en particular, per a la localització, identificació i eliminació d'interferències perjudicials i d'emissions no autoritzades, així com l'exercici de les funcions de control dels nivells d'exposició a les emissions radioelèctriques, i de les relacionades amb la protecció activa de l'espectre.
- Les funcions relatives a l'avaluació de la conformitat d'equips i aparells de telecomunicacions, incloses les potestats com a autoritat de vigilància del mercat i com a autoritat notificant, a la normalització tècnica, així com la inspecció i control dels equips i aparells de telecomunicació posats al mercat i comprovació del compliment de l'avaluació de la conformitat.
- Les funcions relacionades amb el secret de les comunicacions i la intercepció legal de les telecomunicacions que corresponguin a la Secretaria d'Estat.
- El control de les obligacions relacionades amb la qualitat en l'explotació de xarxes i prestació de serveis de comunicacions electròniques.
- La coordinació de les Prefectures Provincials d'Inspecció de Telecomunicacions, així com la gestió dels mitjans i recursos necessaris per realitzar les seves funcions.
- La tramitació i supervisió dels assumptes relacionats amb els drets dels consumidors i usuaris finals dels serveis de telecomunicacions, així com els relatius als contractes i la transparència i publicació d'informació, incloent els previstos en la normativa sobre itinerància internacional i accés a una internet oberta, així com els relatius als serveis de tarifació addicional i les seves condicions d'ús.
- La resolució de controvèrsies entre operadors i usuaris finals dels serveis de telecomunicacions, així com la informació i atenció a l'usuari de telecomunicacions.
- Les funcions relatives a les guies d'abonat als serveis de comunicacions electròniques i la prestació de serveis d'informació sobre ells.
- La incoació i tramitació de procediments corresponents a l'aplicació del règim sancionador relacionat amb les xarxes i serveis de comunicacions electròniques i els serveis de tarifació addicional.
- Qualssevol altres relatives al sector de les telecomunicacions i les tecnologies de la informació que l'ordenament jurídic atribueixi al Departament, i que no estiguin específicament assignades a altres òrgans.

## Estructura
De la Direcció general depenen els següents òrgans:
- Subdirecció General d'Ordenació de les Telecomunicacions.
- Subdirecció General de Xarxes i Operadors de Telecomunicacions.
- Subdirecció General de Planificació i Gestió de l'Espectre Radioelèctric.
- Subdirecció General d'Inspecció de les Telecomunicacions.
- Subdirecció General d'Atenció a l'Usuari de Telecomunicacions.

Depenen també de la Direcció general de Telecomunicacions i Tecnologies de la Informació les Prefectures Provincials d'Inspecció de Telecomunicacions. Correspon a les Prefectures Provincials d'Inspecció de Telecomunicacions, entre d'altres, realitzar les actuacions que facilitin l'exercici material de les funcions de supervisió, inspecció i control, així com les tasques d'administració de l'espectre radioelèctric que corresponen a la Direcció general de Telecomunicacions i Tecnologies de la Informació.

## Titulars
- Roberto Sánchez Sánchez (2018-)[3]
- Alberto Rodríguez Raposo (2012-2018)[4]
- Roberto Sánchez Sánchez (2011-2012)
- Juan Junquera Temprano (2010-2011)
- Bernardo Lorenzo Almendros (2004-2008)
- Bernardo Pérez de León Ponce (2000-2004)
- Direcció General de Telecomunicacions
- Valentín Saja Caja (1996-1997)
- Reinaldo Rodríguez Illera (1995-1996)
- Javier Nadal Ariño (1985-1995)